# ChemDraw
ChemDraw és un editor de molècules desenvolupat per primera vegada el 1985 per David A. Evans i Stewart Rubenstein (més tard per la companyia de computació química CambridgeSoft). La companyia va ser venuda a [[PerkinElmer]] l'any 2011. ChemDraw, juntament amb Chem3D i ChemFinder, forma part del conjunt de programes ChemOffice i està disponible per a Macintosh i WMicrosoft Windows. Una versió simplificada i tàctil optimitzada per a l'iPad es va llançar a finals de 2013.

## Característiques de ChemDraw 12.0
- Estructura química per nomenar la conversió
- Nomenclatura química per estructurar la conversió
- Simulació de l'espectre RMN (¹H and 13C)
- Simulació de l'espectre de masses
- Neteja de l'estructura
- Una col·lecció extensa de plantilles, incloent plantilles d'estil per més important revistes químiques.
- Exportació a SVG (Versió de Windows única)
- Exportació a PDF (Mac la versió única)

## Format d'arxiu
Els formats de fitxer natius per a ChemDraw són el CDX binari i els formats preferits CDXML basats en XML. ChemDraw també pot importar i exportar a formats de fitxers químics MOL, SDF i SKC.
CDX és un tipus de fitxer binari creat per l'aplicació química ChemDraw de l'empresa CambridgeSoft. CDXML és l'XML i la versió preferida d'aquest format.

## Complements
L'SDK de ChemDraw permet als desenvolupadors de tercers escriure complements. Per exemple, - Quick HotKey ajuda a configurar HotKeys en mode interactiu, en comptes d'editar manualment el fitxer de text. El lloc web del complement Arxivat 2018-04-23 a Wayback Machine. sembla haver estat abandonat.